# 萊姆 (新罕布什爾州)
萊姆（英語：Lyme）是一個位於美國新罕布什爾州格拉夫頓縣的鎮。

## 人口
根據2020年美國人口普查的數據，萊姆的面積為142.50平方千米，當中陸地面積為139.40平方千米，而水域面積為3.10平方千米。當地共有人口1745人，而人口密度為每平方千米12人。